# Nicolas Beudou
Nicolas Beudou, né le 1er mars 1976 à Bordeaux, est un véliplanchiste français.
Il est vice-champion d'Europe de planche à voile Mistral en 2003 et troisième des Championnats d'Europe en 2002.